# Мареныч, Алексей Егорович
Алексе́й Его́рович Маре́ныч — советский передовик сельского хозяйства, тракторист совхоза «Кировский» Яшкульского района Калмыцкой АССР, полный кавалер ордена Трудовой Славы (1990).

## Биография
Родился 22 марта 1941 года в селе Торговом Сальского района Ростовской области младшим из четверых детей Егора Кузьмича и Анны Семёновны Маренычей. В 1946 году семья переехала в Калмыкию, где отец устроился работать животноводом. Семья воспитала четырёх сыновей: Виктора, Николая, Павла и Алексея. Старший сын Виктор стал механизатором и передал свою любовь к технике младшим детям, в том числе Алексею, который постоянно помогал брату.
Окончив Яшкульскую среднюю школу, начал работу в совхоз «Кировский», где трудились его братья. После службы в армии, где он приобрёл специальность тракториста, вернулся в родной коллектив, где начал работать на колёсном тракторе. После окончания курса переподготовки руководство хозяйства, заметив усердие и старание Алексея, доверило ему новую мощную машину — трактор «К-700». Работал добросовестно и честно, выполняя производственные показатели, не раз становился победителем социалистического соревнования. Своим трудолюбием завоевал уважение и авторитет в коллективе.
А. Е. Мареныч вспоминал:

Работали, не зная отдыха, по пятнадцать-шестнадцать часов в сутки. Тяжело бывало в зимнее время. Помнится год восемьдесят пятый. Намело столько снега, что было не пробраться ни на одну ферму. И тут-то мне пришлось не спать сутками. Да, работы я никогда не боялся. Технику содержал всегда в исправном состоянии, ведь к ней, как и к человеку, надо относиться с должным вниманием и заботой, а иначе ничего не получится.
За свои трудовые достижения не раз отмечался почётными званиями и наградами, среди которых были и ордена Трудовой Славы III, а затем II степени.
Указом Президента СССР от 7 сентября 1990 года за достижение высоких результатов в производстве, переработке и продаже государству сельскохозяйственной продукции на основе применения прогрессивных технологий и передовых методов организации труда награждён орденом Трудовой Славы I степени.
После выхода на пенсию проживает в селе Яшкуль Калмыкии.

## Награды
- орден Трудовой Славы трёх степеней (первая степень в 1990 году)
- серебряная и бронзовая медали ВДНХ
- почётный знак отличия «Трудовая доблесть России» (2008)
- заслуженный механизатор сельского хозяйства Калмыцкой АССР (1989)
- «Почётный гражданин села Яшкуль» (1998)
- ударник двенадцатой пятилетки

## Семья
Жена Татьяна Васильевна Мареныч.
Два сына, оба механизаторы. Алексей проживает в Светлограде Ставропольского края, воспитывает дочь. Павел живёт в селе Яшкуль, имеет двоих дочерей.